# Wuluwati-Talsperre
Die Wuluwati-Talsperre (chinesisch 乌鲁瓦提水利风景区) ist eine große Talsperre am Fluss Karakax (auch Karakashi oder Karakax He genannt) in Xinjiang im Westen der Volksrepublik China. Sie liegt 71 km von der Stadt Hetian entfernt in der Uigurischen Autonomen Region.
Der Stausee, dient der Bewässerung, der Stromerzeugung, dem Hochwasserschutz, der Wasserversorgung und auch biologischen Belangen. Er ist eines der wichtigsten Projekte in der Region („Wuluwati Key Water Conservancy Project“) und im neunten Fünfjahresplan Chinas enthalten. 75.300 Hektar Land werden dadurch besser bewässert und die bewässerte Fläche wird um 46.000 Hektar vergrößert.
Das Absperrbauwerk ist ein Steinschüttdamm mit einer bewehrten Betondichtung an der Wasserseite, ein sogenannter „Concrete face rockfill dam“ (CFRD), eine in China übliche und häufige Bauweise. 1993 wurde der Bau von der staatlichen Planungskommission beschlossen. Am 2. Juli 1994 begann der Bau der Kraftwerksrohrleitungen und im Juli 1995 begannen die Hauptarbeiten am Damm. Am 2. September 1997 wurde der Fluss abgesperrt.
Bestandteile des Bauwerks sind unter anderem eine Hochwasserentlastung, Tunnel zur Sand- und Sedimentableitung, eine Schleuse, Druckrohre zum Wasserkraftwerk und eine Schaltstation (Umspannwerk). Von den Baukosten von 865 Millionen Yuan wurden 340 Mio. von der Zentralregierung bezahlt, 335 Mio. von der regionalen Regierung und 190 Mio. von Firmen.